# Hiệp hội Quốc tế về Phòng chống Tự sát
Hiệp hội Quốc tế về Phòng chống Tự sát, viết tắt là IASP (International Association for Suicide Prevention) là một tổ chức phi chính phủ quốc tế hoạt động trong lĩnh vực nghiên cứu phòng ngừa ngăn chặn tự sát.
IASP thành lập năm 1960 bởi các cố Giáo sư Erwin Ringel và Tiến sĩ Norman Farberow. Hiện nay bao gồm các chuyên gia IASP và tình nguyện viên đến từ hơn 50 quốc gia khác nhau.
Chủ tịch IASP từ 2013 là Mrs. Ella Arensman từ  Ireland. Chủ tịch nhiệm kỳ 2009–2013 là Lanny Berman từ  Hoa Kỳ .

## Hoạt động
IASP là dành riêng cho:
- Ngăn ngừa hành vi tự tử,
- Giảm tác dụng của nó, và
- Cung cấp diễn đàn cho các viện nghiên cứu, các chuyên gia sức khỏe tâm thần, các cá nhân khủng hoảng, tình nguyện viên và những người sống sót tự tử.

IASP là một tổ chức phi chính phủ trong mối quan hệ chính thức với Tổ chức Y tế Thế giới (WHO) liên quan đến phòng chống tự tử.
Nếu bạn đang cảm thấy tự tử hoặc bí quyết của những người cần giúp đỡ, hãy gọi Trợ giúp để tìm một trung tâm cuộc khủng hoảng bất cứ nơi nào trên thế giới.
IASP tổ chức hội nghị quốc tế 2 năm một lần. Hội nghị thứ 27 tổ chức năm 2013 tại Oslo, Na Uy . Hội nghị thứ 29 tổ chức tháng 7/2017 tại Kuching (Sarawak), Malaysia .
IASP cùng với WHO tổ chức hàng năm Ngày Thế giới Phòng chống Tự sát (World Suicide Prevention Day), là ngày 10 tháng Chín  là ngày thế giới hành động để ngăn chặn hành vi tự sát.

## Xuất bản
IASP liên kết xuất bản tạp chí Crisis: The Journal of Crisis Intervention and Suicide Prevention Lưu trữ ngày 26 tháng 2 năm 2014 tại Wayback Machine từ năm 1980.